# ХК ЦСКА
ЦСКА (рус. ЦСКА) је руски хокејашки клуб из Москве. Клуб се тренутно такмичи у Континенталној хокејашкој лиги.

## Историја
Клуб је основан 1946. године под именом ЦДКА. Клуб 1952. године мења име у ЦДСА, да би већ 1954. године променио назив у ЦСК МО. Данашњи назив добијају 1960. године.
Тридесет и два пута су били шампиони Совјетског Савеза. Након распада Совјетског Савеза нису имали значајнијих успеха.
После 7 одиграних утакмица ЦСКА је у Казању 29. априла 2023. победио Ак Барс резултатом 3:2, и тиме освојио свој трећи трофеј у КХЛ-у.
Клуб утакмице као домаћин игра у ЛСК ЦСКА, капацитета 5.600 места.

## Трофеји
- Хокејашка лига Совјетског Савеза:
  - Првак (32) : 1948, 1949, 1950, 1955, 1956, 1958, 1959, 1960, 1961, 1963, 1964, 1965, 1966, 1968, 1970, 1971, 1972, 1973, 1975, 1977, 1978, 1979, 1980, 1981, 1982, 1983, 1984, 1985, 1986, 1987, 1988, 1989
- Куп европских шампиона:
  - Првак (20) :1969, 1970, 1971, 1972, 1973, 1974, 1976, 1978, 1979, 1980, 1981, 1982, 1983, 1984, 1985, 1986, 1987, 1988, 1989, 1990
- Шпенглеров куп:
  - Првак (1) :1991.

## Састав тима
Од 8. септембра 2011.
| Голмани |              |                      |         |
| Број    | Националност | Име                  | Годиште |
| 1       | Русија       | Сергеј Гајдученко    | 1989    |
| 31      | Словачка     | Растислав Станја     | 1980.   |
| Одбрана |              |                      |         |
| Број    | Националност | Име                  | Годиште |
| 3       | Русија       | Михаил Пашнин        | 1989.   |
| 4       | Русија       | Андреј Сергеев       | 1991.   |
| 5       | Русија       | Алексеј Марченко     | 1992.   |
| 8       | Русија       | Евгениј Курбатов     | 1988.   |
| 21      | Чешка        | Петр Часлава         | 1979.   |
| 36      | Русија       | Јаков Рилов          | 1985.   |
| 59      | Русија       | Вјачеслав Буравчиков | 1987.   |
| 76      | Русија       | Александар Гусков    | 1976.   |
| 77      | Русија       | Евгениј Рјасенскиј   | 1987.   |
| Напад   |              |                      |         |
| Број    | Националност | Име                  | Годиште |
| 7       | Русија       | Николај Пронин (К)   | 1979    |
| 16      | Русија       | Сергеј Андронов      | 1989.   |
| 23      | Шведска      | Никлас Перссон       | 1979.   |
| 27      | Русија       | Денис Паршин         | 1986.   |
| 38      | Русија       | Иља Зубов            | 1987.   |
| 42      | Русија       | Дмитриј Монја        | 1988.   |
| 43      | Словачка     | Томаш Сурови         | 1981.   |
| 46      | Русија       | Јуриј Буцаев         | 1978.   |
| 52      | Русија       | Сергеј Широков       | 1986.   |
| 55      | Русија       | Алексеј Бадјуков     | 1978.   |
| 86      | Русија       | Никита Кучеров       | 1993.   |
| 93      | Русија       | Николај Прохоркин    | 1993.   |
| 95      | Русија       | Вјачеслав Кулјомин   | 1990.   |
| 97      | Русија       | Никита Гусев         | 1992.   |